# حارة الحافة القديمة (صنعاء)
حارة الحافة القديمة هي إحدى حارات حي الحافة القديمة بمديرية شعوب إحد مديريات العاصمة اليمنية صنعاء، بلغ تعداد سكانها 1308 نسمة حسب تعداد اليمن لعام 2004.